# Luc Pauwels (historicus)

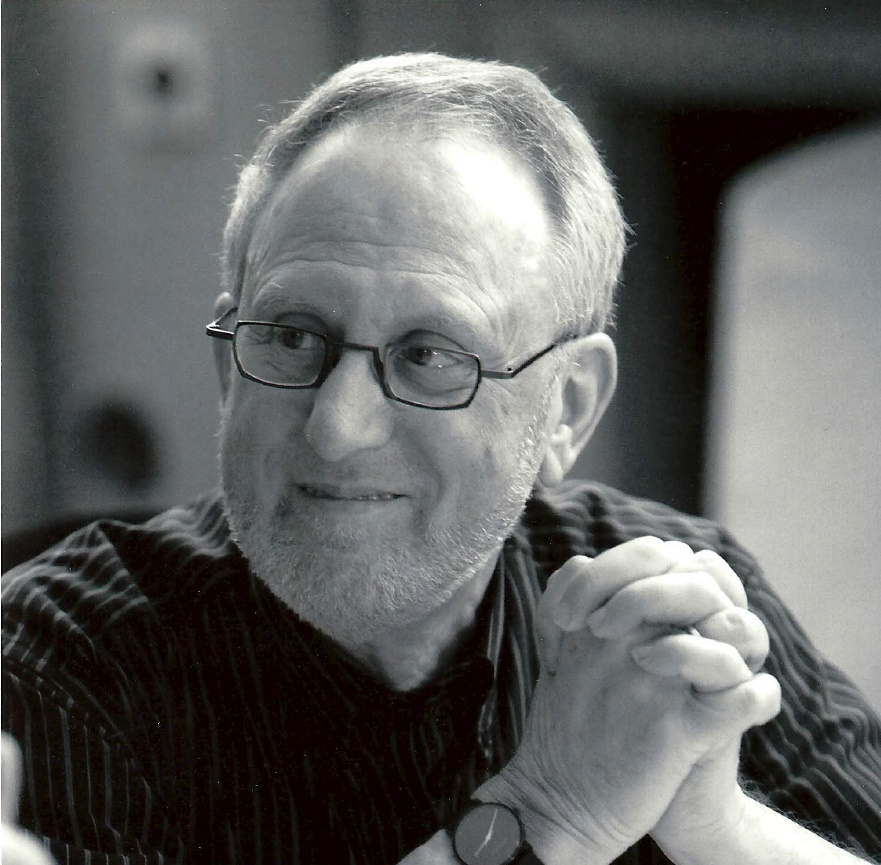
Luc Pauwels, 2010.

Luc Pauwels (Antwerpen, 13 oktober 1940) is een Vlaamse historicus en essayist, gewezen bedrijfsleider en internationaal zakenman.
Hij studeerde Handelswetenschappen aan de Karel de Grote Hogeschool, toen Hoger Instituut Sint-Lodewijk, in Antwerpen en de Stichting Reclame- en Marketingonderwijs in Amsterdam, later nog Geschiedenis aan de UFSIA en de KULeuven.
Hij was van jongs af aan actief in Vlaamse organisaties zoals de Katholieke Studentenactie - Jong Vlaanderen (KSA), het Algemeen Diets Jeugdverbond (ADJV), de Blauwvoetvendels, het Jong-Vlaams Actiecomité, de Volksunie en de Beweging voor de Verenigde Staten van Europa. In 1965 werd Luc Pauwels stichter-voorzitter van de Stichting Deltapers, nu Knooppunt Delta vzw, die vormingsavonden en colloquia organiseert en sinds 1979 ononderbroken het tijdschrift Teksten, Kommentaren & Studies (TeKoS) uitgeeft.
Voor zijn hoofdredacteurschap van TeKoS (1979-2002) was hij nog redacteur bij Panorama (1965-1966) en algemeen secretaris (1977-1979) van de Vlaamse Volkspartij van Lode Claes waarvan hij medeoprichter was. Sinds 2020 is hij voorzitter van het Studiecentrum Joris van Severen vzw.
Luc Pauwels vertegenwoordigt het conservatieve non-conformisme.